# Autopsy (software)
Autopsy é um software de computador que simplifica a implantação de muitos dos programas e plugins de código aberto usados no The Sleuth Kit. A interface gráfica do usuário exibe os resultados da pesquisa forense do volume subjacente, tornando mais fácil para os pesquisadores sinalizar seções pertinentes de dados. A ferramenta é amplamente mantida pela Basis Technology Corp. com a assistência de programadores da comunidade. A empresa vende serviços de suporte e treinamento para usar o produto.
A ferramenta é projetada com esses princípios em mente:
- Extensível - o usuário deve poder adicionar novas funcionalidades criando plug-ins que possam analisar toda ou parte da fonte de dados subjacente.
- Centralizado - a ferramenta deve oferecer um mecanismo padrão e consistente para acessar todos os recursos e módulos.
- Facilidade de Uso - o navegador Autopsy deve oferecer os assistentes e ferramentas históricas para tornar mais fácil para os usuários repetir suas etapas sem reconfiguração excessiva.
- Múltiplos Usuários - a ferramenta deve ser usada por um investigador ou coordenar o trabalho de uma equipe.

O navegador principal pode ser estendido adicionando módulos que ajudam a escanear os arquivos (chamados de "ingesting"), navegar pelos resultados (chamados de "viewing") ou resumir os resultados (chamados de "relatórios"). Uma coleção de módulos de código aberto permite personalização.